# William H. Ginn

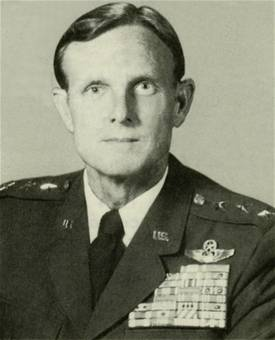
William H. Ginn Jr.

William Henry Ginn Jr. (* 21. September 1928 in Philadelphia, Pennsylvania; † 1. Juni 2010 in Alexandria, Virginia) war ein Generalleutnant der United States Air Force. Er war unter anderem Kommandeur der United States Forces Japan und der 5. Luftflotte.
Er war ein Sohn von Konteradmiral (Rear Admiral) William Henry Ginn Sr. (1898–1971) und dessen Frau Virginia Cameron (1912–1995). Im Jahr 1946 trat er dem United States Marine Corps bei. Im September 1948 wechselte er zur United States Air Force, wo er in einer Kadettenschule zum Offizier und Piloten ausgebildet wurde. Im September 1949 wurde er in das Offizierskorps der Air Force aufgenommen. Dort durchlief er anschließend alle Offiziersränge vom Leutnant bis zum Drei-Sterne-General.
Im Lauf seiner militärischen Karriere absolvierte er verschiedene Kurse und Schulungen. Dazu gehörten unter anderem der Platoon Leader's Course beim Marine Corps; eine Ausbildung zum Kampfpiloten und weitere Fortbildungskurse als Pilot neuer Flugzeugtypen; die F-86 fighter gunnery school auf der Nellis Air Force Base in Nevada und das Air War College. Außerdem erhielt er akademische Grade von der Wesleyan University, der Florida State University und der Harvard University.
In seinen frühen Jahren als Offizier der Luftwaffe war er an verschiedenen Stützpunkten in den Vereinigten Staaten stationiert. Dabei war er als Pilot, Flugausbilder oder Stabsoffizier bei unterschiedlichen Einheiten tätig. Dazwischen absolvierte er die erwähnten Schulungen. Als Stabsoffizier war er unter anderem im Hauptquartier der Luftwaffe und beim Verteidigungsministerium der Vereinigten Staaten tätig. Anfang der 1950er Jahre wurde er im Koreakrieg eingesetzt. Dort gehörte er dem 51. Kampfgeschwader (51st Fighter Wing) an. Anschließend setze er seine Offizierslaufbahn fort.
Ab September 1968 war William Ginn im Vietnamkrieg eingesetzt. Dort flog er über 300 Kampfeinsätze auf verschiedenen Flugzeugtypen. Gleichzeitig leitete er die Abteilung für Operationen des 14. Sondereinsatzgeschwaders (14th Special Operations Wing). Von 1969 bis 1971 gehörte er dem Stab des Air War Colleges an. Im April 1971 wurde er zum stellvertretenden Leiter der Squadron Officer School bestellt und im Dezember des gleichen Jahres übernahm er die Leitung dieser Schule. Im Januar 1973 übernahm er das Kommando über das Air Command and Staff College.
Im Februar 1974 wurde Ginn auf die Langley Air Force Base in Virginia versetzt, wo er Stabsoffizier in der Planungsabteilung beim Tactical Air Command wurde. Im Juni 1974 übernahm er dort die Leitung dieser Planungsabteilung. Zwischen August 1975 und Januar 1977 war er in der Türkei stationiert, wo er die United States Logistics Group in Ankara befehligte. Das war gleichbedeutend mit dem Oberbefehl über alle in der Türkei stationierten amerikanischen Luftstreitkräfte. Zwischen Januar und Juli 1977 leitete William Ginn auf der Ramstein Air Base in Deutschland die Planungsabteilung der United States Air Forces in Europe. Daran schloss sich eine Versetzung zum NATO-Hauptquartier in Belgien an, wo er bis Juni 1979 in dessen Stabsabteilung für Planungen tätig war.
Es folgte eine Versetzung nach Japan, wo er am 14. Juni 1979 als Nachfolger von George G. Loving das Kommando über die United States Forces Japan und in Personalunion auch über die 5. Luftflotte übernahm. Diese beiden Kommandos bekleidete er bis zum 5. August 1981 als Charles L. Donnelly Jr. seine Nachfolge antrat. Anschließend schied er aus dem aktiven Militärdienst aus.
Während seiner aktiven Zeit als Militärpilot absolvierte er über 6000 Flugstunden auf verschiedenen Flugzeugtypen. Im Jahr 2002 wurde er in die Air Commando Hall of Fame aufgenommen.
Der mit Anita B. Ginn verheiratete Offizier starb am 1. Juni 2010 und wurde auf dem amerikanischen Nationalfriedhof Arlington beigesetzt.

## Orden und Auszeichnungen
William Ginn erhielt im Lauf seiner militärischen Laufbahn unter anderem folgende Auszeichnungen:
- Air Force Distinguished Service Medal
- Legion of Merit
- Distinguished Flying Cross
- Meritorious Service Medal
- Navy Gold Star
- Joint Service Commendation Medal
- Air Force Commendation Medal
- Army Commendation Medal
- Combat Readiness Medal
- Gallantry Cross (Südvietnam)